# Кольки в немовлят
Ко́льки в немовля́т — періоди плачу впродовж більш ніж трьох годин на день, більш ніж три дні на тиждень протягом трьох тижнів в загалом здорової дитини. Часто плач відбувається ввечері. Зазвичай не призводить до довготермінових проблем. Плач може викликати роздратування батьків, післяродову депресію, надмірні відвідування лікаря та насильство над дітьми.
Причина ко́льок невідома. Дехто вважає що це через шлунково-кишковий дискомфорт, на зразок кишкових судом. Діагностика потребує виключення інших можливих причин, наприклад гарячки, низької активності, або здутого живота. Менш ніж 5 % немовлят з надмірним плачем мають причиною якусь хворобу (англ. organic disease).
Лікування загалом консервативне, без фармацевтичних засобів або альтернативних терапій. Корисна додаткова підтримка для батьків дітей.